# Le Cercle enchanté
Pour les articles homonymes, voir Faeries.
Pour plus de détails, voir Fiche technique et Distribution.
Le Cercle enchanté (Faeries) est un film britannique d'animation, sorti en 1999.

## Fiche technique
- Titre : Faeries
- Réalisation : Gary Hurst
- Scénario : Jocelyn Stevenson
- Musique : Colin Towns
- Pays d'origine : Royaume-Uni
- Format : Couleurs - Stéréo
- Genre : animation
- Durée : 90 minutes
- Date de sortie : 1999

## Distribution (voix originales)
- Kate Winslet : Brigid
- Jeremy Irons : le Shapeshifter
- Dougray Scott : le prince fée
- Charlotte Coleman : Merrivale
- Jane Horrocks : Huccaby
- Tony Robinson : Broom
- John Sessions : Chudley
- June Whitfield : Mme Coombs